# Феофил Эдесский
Феофи́л Эде́сский (695—785) — переводчик Гомера с греческого на сирийский язык, главный астролог аббасидского халифа аль-Махди (775—785). Известен как Сауфил ибн Сума (араб. Феофил сын Фомы).

## Биография
Родился около 695 года в месопотамской Эдессе. Служил военным советником — астрологом у багдадского халифа. Написал насколько трактатов по астрологии на греческом языке, которые частично сохранились также в арабских переводах. Умер в 785 году.

## Труды
Феофил является автором трактата по военной астрологии «Труды касательно начал войн», который частично основан на индийских источниках и включает материалы, приписываемые Зороастру и Юлиану Лаодикейскому. «Труды» были адресованы его сыну Девкалиону. Они подвергалась редактированию около 1100 года, а затем в XIV веке в школе Иоанна Аврамия.
Ещё один труд, адресованный Девкалиону — так называемые «Астрологические воздействия». Работа содержат материал, который использовался теоретиками магии из Харрана в IX века и на который оказали влияние индийские источники.
Феофил также является автором трактатов «О различных началах» и «Собрание космических начал». Известны также его исторические труды. Он перевёл на сирийский язык «Илиаду» и «Одиссею» Гомера, однако эти переводы не сохранились до наших дней.